# August Wingler
August Wingler (* 14. August 1898 in Konstanz; † 1960) war ein deutscher Chemiker bei den Bayer-Werken (Wuppertal-Elberfeld), bekannt für die Entwicklung verschiedener Chemotherapeutika.  

## Leben
Er war der Sohn des Direktors des chemischen Untersuchungsamts in Konstanz, erwarb 1916 das Abitur an der Oberrealschule in Konstanz, war promovierter Chemiker und kam wie sein Chemikerkollege Fritz Schönhöfer Anfang der 1920er Jahre zu Bayer. 1928 erhielt er mit Werner Schulemann und Fritz Schönhöfer die Emil-Fischer-Medaille für die Entwicklung des ersten synthetischen Antimalariamittels Plasmochin bei Bayer, entwickelt 1924/25 und 1927 auf dem Markt. Beteiligt war auch der Pharmakologe Wilhelm Roehl. Mit Schönhöfer und anderen Kollegen setzte er die Entwicklung von Chemotherapeutika gegen Protozoen bei Bayer fort. 

## Schriften
- mit Karl Blumrich, Herbert Schwarz:  Unfallverhütung im chemischen Laboratorium, Cancerogene Substanzen, Thieme 1961

| Personendaten    | Personendaten      |
| ---------------- | ------------------ |
| NAME             | Wingler, August    |
| KURZBESCHREIBUNG | deutscher Chemiker |
| GEBURTSDATUM     | 14. August 1898    |
| GEBURTSORT       | Konstanz           |
| STERBEDATUM      | 1960               |